# Leander Club

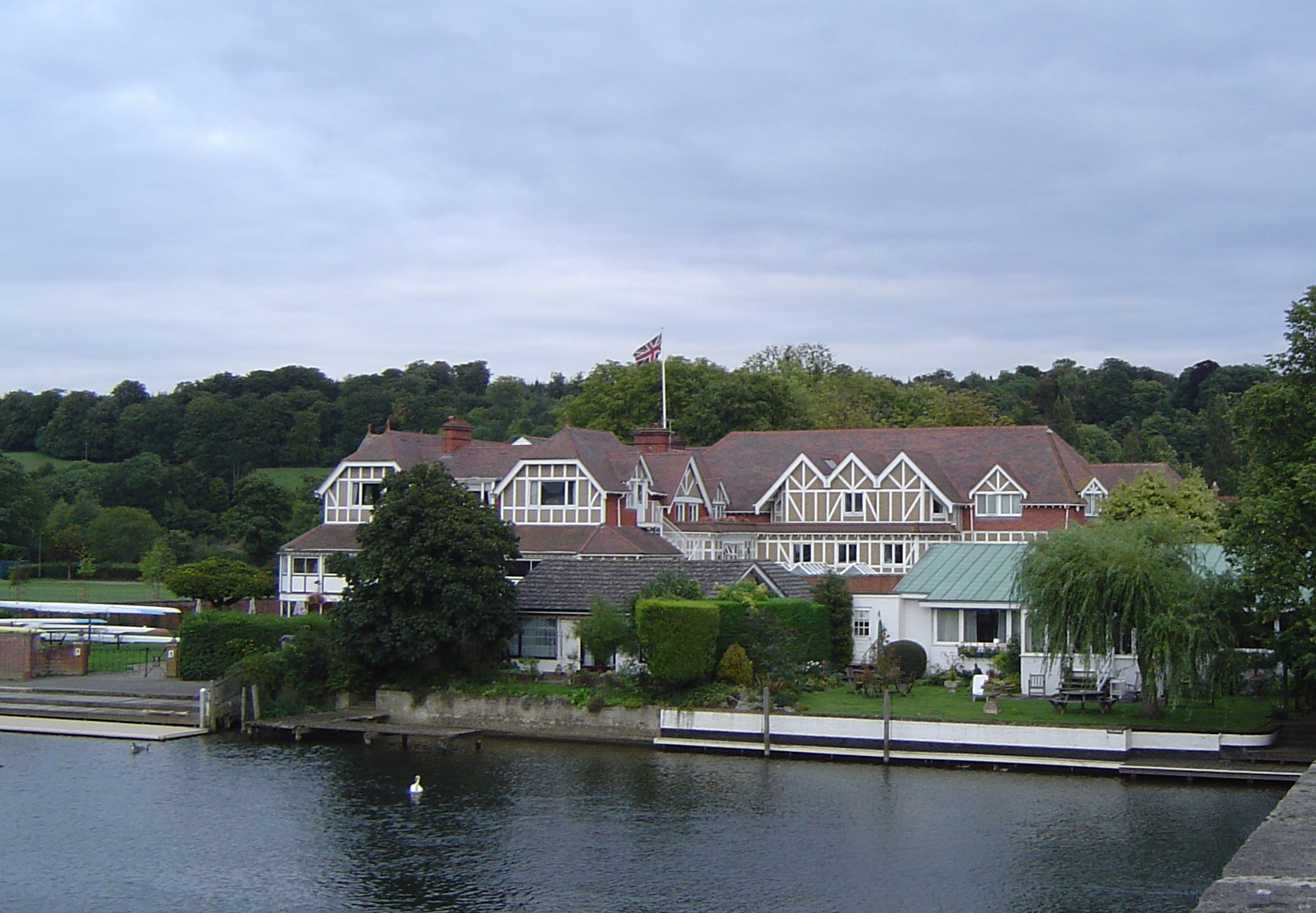
Bâtiment du Leander Club.

Le Leander Club est un club d'aviron basé à Remenham en face de Henley-on-Thames en Angleterre, au Royaume-Uni.

## Histoire
Le Leander Club est fondé par six hommes en 1818 à Lambeth près de Londres. Il déménage à Putney environ quarante ans plus tard puis à Henley-on-Thames en 1896. Les membres du club remportent au total 124 médailles olympiques et trois médailles d'or aux Jeux paralympiques (jusqu'en 2016). Ils obtiennent également 199 victoires à la régate royale de Henley.